# Dentimargo reductus
Dentimargo reductus är en snäckart som först beskrevs av Bavay 1922.  Dentimargo reductus ingår i släktet Dentimargo och familjen Marginellidae. Inga underarter finns listade i Catalogue of Life.